# یودر (کلرادو)
یودر (به انگلیسی: Yoder) یک منطقهٔ مسکونی در ایالات متحده آمریکا است که در شهرستان ال پاسو، کلرادو واقع شده‌است. یودر ۱٬۸۷۳٫۰۲ متر بالاتر از سطح دریا واقع شده‌است.